# Smuklikowate

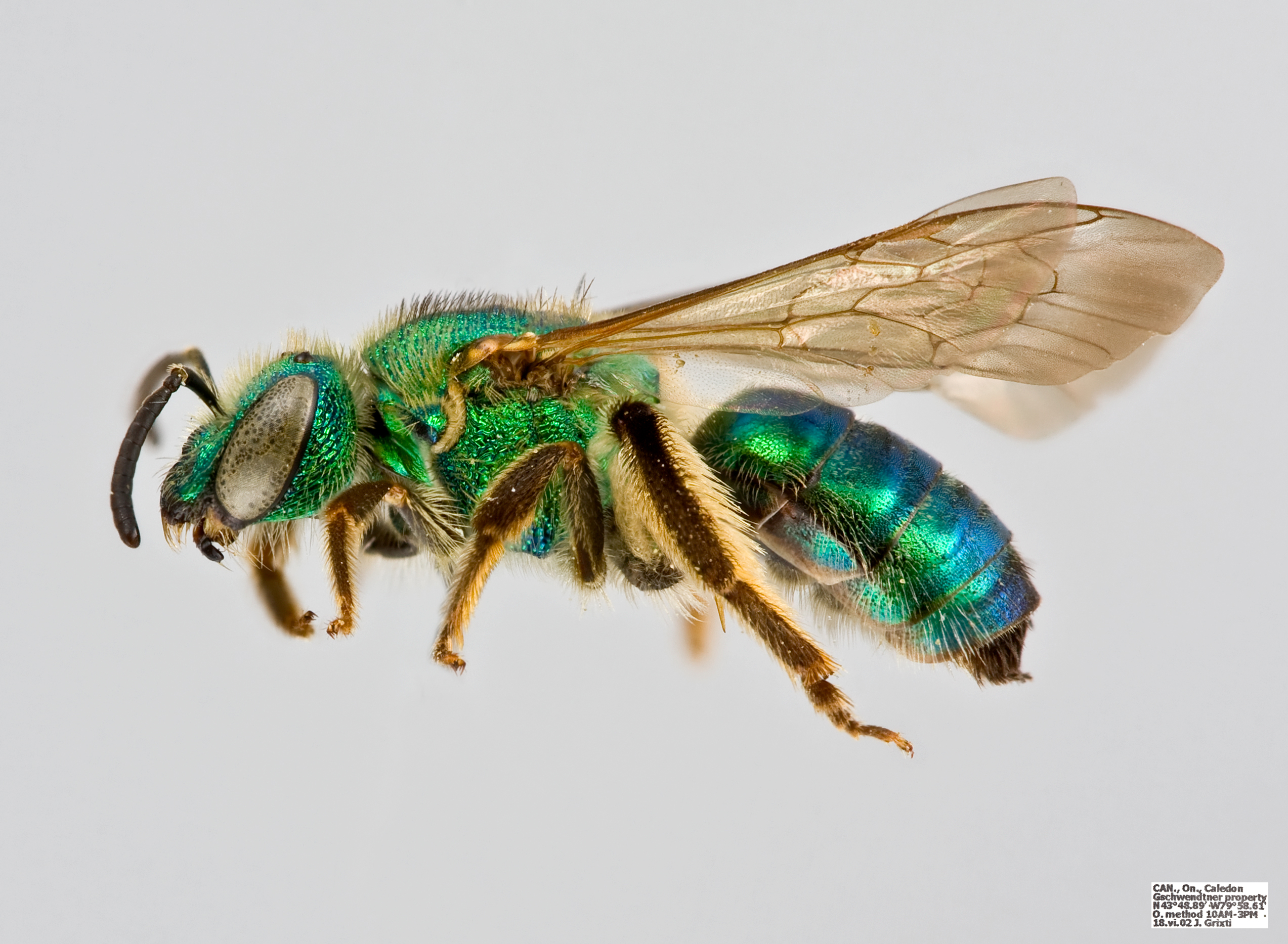
Samica Agapostemon sericeus

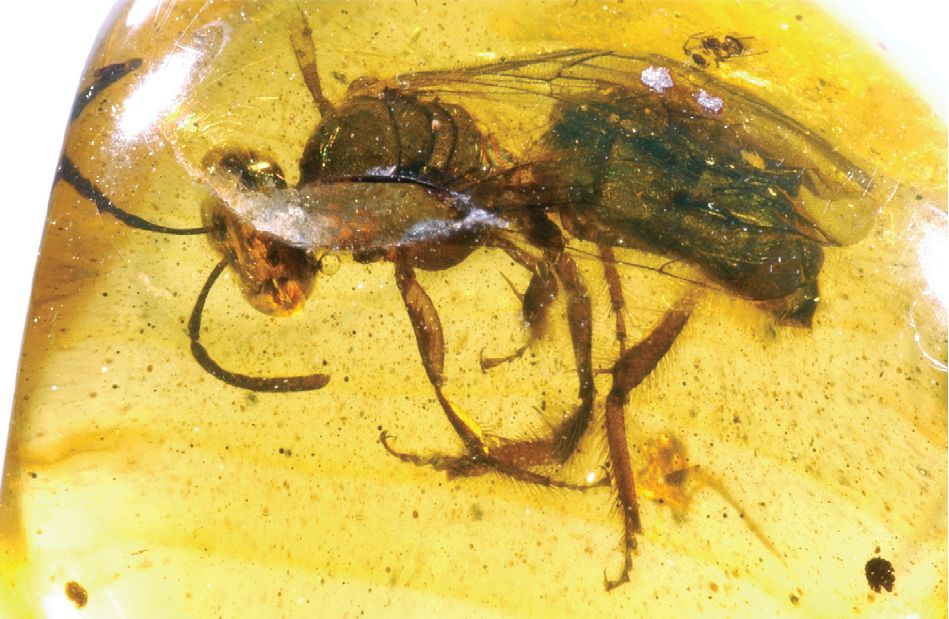
Oligochlora semirugosa w bursztynie z miocenu

Smuklikowate (Halictidae) – rodzina owadów z rzędu błonkoskrzydłych i nadrodziny pszczół, obejmująca ponad 4300 opisanych gatunków. Rozsiedlona kosmopolitycznie. Przedstawiciele wykazują szerokie spektrum zachowań: od samotniczych po eusocjalne. Gniazdują w glebie lub martwym drewnie. Wyróżniają się budową narządów gębowych. Liczne gatunki są ważnymi zapylaczami roślin uprawnych. W zapisie kopalnym znane od wczesnego eocenu.

## Opis
Są to pszczoły małych i średnich rozmiarów, w większości osiągające między 4 a 14 mm długości ciała, o bardzo jednolitej budowie. Dominuje wśród nich ciemne ubarwienie, czasem z żółtymi znakami, zwłaszcza na twarzy samców. Niektóre gatunki ubarwione są jaskrawo zielono lub czerwono. Od innych pszczół wyróżniają się położeniem żuwki wewnętrznej z dala od reszty szkieletu narządów gębowych. Osadzona jest ona wysoko na przedniej powierzchni rurki tworzonej przez wargę dolną i szczęki. Szkielet głowy cechuje również zlanie się tentorium z podgębiem prawie po przednie końce.

## Biologia i ekologia
Smuklikowate gniazdują głównie w glebie, często w dużych koloniach. Wybierają tereny nie zarośnięte roślinnością. Komórki lęgowe mogą być osadzone w korytarzu głównym, zebrane w grona, umieszczone w osobnej komorze lub osadzone na końcach dodatkowych korytarzy bocznych, których długość może być różna. Mniej liczne gatunki gniazdują w martwym drewnie. Niektóre smuklikowate, jak rodzaj nęczyn (Sphecodes), nie budują własnych gniazd, ale są kleptopasożytami gniazdowymi innych pszczół, w tym innych smuklikowatych.
Wśród pszczół tych spotyka się zarówno samotnictwo jak i szerokie spektrum zachowań społecznych, od subsocjalnych po eusocjalne. U gatunków eusocjalnych rodzina może zawierać od dwóch do kilkuset osobników. W najbardziej zaawansowanych systemach występują kasty królowych i robotnic. W systemach bardziej prymitywnych nie występuje trwały podział obowiązków, a np. u Halictus ligatus hierarchia w rodzinie ustalana jest z użyciem zachowań agresywnych. Niektóre gatunki potrafią być społeczne lub samotne w zależności od warunków. Największą różnorodność zachowań wykazuje smuklik sześciopasy: w Europie Środkowej tworzy agregacje samotnic, podczas gdy w południowej Grecji tworzyć może stadne kolonie lub właściwe społeczności z podziałem na królowe i robotnice.
Do rodziny należą gatunki wydające jedno jak i więcej pokoleń w ciągu roku, polilektyczne jak i oligolektyczne. Do polilektycznych (zbierających pyłek z różnych roślin) należy większość gatunków występujących w Polsce. Oligolektyczny jest natomiast np. rodzaj wrzałka (Systropha), wyspecjalizowany w kwiatach powoju. Liczne gatunki są ważnymi zapylaczami roślin uprawnych. Niektóre smuklikowate są aktywne wieczorem albo wręcz nocą, co jest rzadkim zachowaniem wśród pszczół.

## Rozprzestrzenienie
Rodzina rozsiedlona kosmopolitycznie. Badania molekularne wskazują z prawdopodobieństwem a posteriori około 40%, że wywodzi się z Nowego Świata. W Ameryce Północnej występują 34 rodzaje. W Europie stwierdzono nieco ponad 300 gatunków. Z Polski wykazano 105 gatunków należących do 11 rodzajów (zobacz: smuklikowate Polski). W Polsce przedstawiciele rodziny preferują tereny ciepłe i suche, zamieszkując głównie przydroża, pola i skraje lasów.

## Systematyka i filogeneza
|  | łusarkowate                                                |
|  |                                                            |
|  | \| \| Nomioidinae \| \| \| \| \| \| Halictinae \| \| \| \| |
|  |                                                            |
|  | Nomioidinae                                                |
|  |                                                            |
|  | Halictinae                                                 |
|  |                                                            |

|  | Nomioidinae |
|  |             |
|  | Halictinae  |
|  |             |

|  | łusarkowate                                                |
|  |                                                            |
|  | \| \| Nomioidinae \| \| \| \| \| \| Halictinae \| \| \| \| |
|  |                                                            |
|  | Nomioidinae                                                |
|  |                                                            |
|  | Halictinae                                                 |
|  |                                                            |

|  | Nomioidinae |
|  |             |
|  | Halictinae  |
|  |             |

|  | Stenotritidae |
|  |               |
|  | lepiarkowate  |
|  |               |

|  | łusarkowate                                                |
|  |                                                            |
|  | \| \| Nomioidinae \| \| \| \| \| \| Halictinae \| \| \| \| |
|  |                                                            |
|  | Nomioidinae                                                |
|  |                                                            |
|  | Halictinae                                                 |
|  |                                                            |

|  | Nomioidinae |
|  |             |
|  | Halictinae  |
|  |             |

|  | łusarkowate                                                |
|  |                                                            |
|  | \| \| Nomioidinae \| \| \| \| \| \| Halictinae \| \| \| \| |
|  |                                                            |
|  | Nomioidinae                                                |
|  |                                                            |
|  | Halictinae                                                 |
|  |                                                            |

|  | Nomioidinae |
|  |             |
|  | Halictinae  |
|  |             |

|  | Stenotritidae |
|  |               |
|  | lepiarkowate  |
|  |               |

Smuklikowate stanowią drugą (po pszczołowatych) najliczniejszą w gatunki rodzinę pszczołokształtnych. Do 2010 roku opisano 4349 gatunków z 86 rodzajów. Dzieli się je na 4 podrodziny:
- Halictinae – smuklikowate właściwe[12]
- Nomiinae – łusarkowate[12]
- Nomioidinae
- Rophitinae – wigorczykowate[12]

Wyniki opublikowanej w 2013 przez Hedtke, Patiny i Danfortha filogenetycznej analizy molekularnej, obejmującej ponad 1300 gatunków pszczół, potwierdzają monofiletyzm smuklikowatych. Według nich stanowią one grupę siostrzaną dla kladu obejmującego Stenotritidae i lepiarkowate. W obrębie smuklikowatych pozycję bazalną zajmują wigorczykowate.
W zapisie kopalnym rodzina znana jest od wczesnego eocenu. Do 2010 roku opisano 7 wymarłych rodzajów i 22 wymarłe gatunki.